# Shana Müller
Shana Goulart Müller (Montenegro, 12 de fevereiro de 1980) é jornalista, radialista, cantora da música regional brasileira e/ou nativista, colunista do Jornal Zero Hora e apresentadora do programa Galpão Crioulo, da RBS TV, ao lado de Neto Fagundes.

## Biografia
Ela iniciou sua carreira musical no tradicionalismo gaúcho aos 8 anos, tendo participado de várias edições do Fegart/Enart, como solista vocal e integrando os conjuntos vocais de grupos de dança, mas seus primeiros passos na música foram dados a partir da gravação de "Vitória-régia", com o cantor Wilson Paim, música de grande repercussão e que fez com que Shana se firmasse de maneira destacada no meio artístico cultural do estado. Posteriormente gravou mais duas composições com Paim: "O Beija-Flor e a Rosa" e "Recanto da Esperança", que também tiveram destaque.
Shana atuou por muitos anos no tradicionalismo gaúcho tendo sido, em 1993, Primeira Prenda Juvenil do RS, concurso promovido pelo MTG (Movimento Tradicionalista Gaúcho). Em 2001, com o CTG Aldeia dos Anjos, participou do Festival Mundial de Folclore de Drumondville, no Canadá, gravando o disco The Sound of the South Brazil (O Som do Sul do Brasil), interpretando várias músicas do repertório nativista e do folclore rio-grandense. Neste mesmo ano, integrou o espetáculo "Palco do Rio Grande"criado e dirigido por Luiz Carlos Borges, onde cantou ao lado de nomes consagrados da música regional do sul, como Loma, Vinicius Brum, Victor Hugo, entre outros, interpretando o repertório do Conjunto Farroupilha e do Grupo Os Gaudérios. Além da carreira de cantora, Shana também atua como apresentadora de eventos. É formada em Jornalismo pela PUCRS e radialista pelo curso da Feplam. Trabalhou de 2000 a 2006 na Rádio Rural, veículo integrante do setor rural do grupo RBS, onde exerceu as funções de Coordenadora de jornalismo, apresentadora do programa Na Estrada dos Festivais e Revista Rural, além de ter integrado a equipe do projeto de festivais nativistas, transmitindo mais de 100 eventos de várias cidades gaúchas e catarinenses.
O ano de 2004 marcou a retomada da carreira musical de Shana Müller. Com músicas da linha campeira rio-grandense e do folclore latino-americano, lançou seu primeiro trabalho destacando novamente a presença feminina na interpretação das temáticas regionais, cantando milongas, chamamés, chacareras e zambas argentinas. Preenchendo um espaço feminino que existia nesta linha de interpretação, Shana Müller traz em sua voz a garra da mulher gaúcha, cantando o campo, a história e a lida do gaúcho. Nessa época participou de diversos festivais de música do estado e realizou espetáculos também nos estados de SC e PR. Em 2006 lançou firmando o Passo (Usa Discos), confirmando seu espaço no cenário da música regional gaúcha.
Depois veio o disco Brinco de Princesa, que lhe rendeu o Prêmio Petrobras Cultural, com a turnê homônima que Shana apresentou em diversas capitais brasileiras, como RJ e SP, além do disco ter vencido o prêmio Açorianos de música como Melhor Álbum Regional e ter dado a Shana o Prêmio de Intérprete do ano em 2012.
Shana é considerada a cantora revelação da música regional gaúcha e faz parte da nova geração de músicos do Rio Grande do Sul. Shana Müller atuou em outros países, como Uruguai e Argentina, em festivais de folclore, dividindo o palco com nomes como Luiz Carlos Borges e Yamandu Costa por diversas vezes. Há dez anos representa o Brasil na Fiesta Nacional del Chamamé, evento de noites que reune artistas da Argentina, Brasil, Paraguai e Uruguai. Em junho de 2008, esteve como convidada do show da grande cantora da América Latina, Mercedes Sosa, em Cachoeira do Sul e Porto Alegre, em sua última apresentação no Tearo da Ufrgs. Shana integra, também o espetáculo Buenas e M'espalho, projeto no qual divide o palco com Érlon Péricles, Cristiano Quevedo e Ângelo Franco, com o qual lançou dois discos e venceu, também, o prêmio Açorianos de Música na categoria Regional como Melhor Disco do Ano, Em 2 de agosto de 2012, a RBS TV transmitiu pela primeira vez o Galpão Crioulo sendo apresentado por Shana Müller e Neto Fagundes. O programa foi gravado durante a Expointer 2012.
Em 2016 Shana lançou seu novo trabalho, o primeiro DVD: Canto de Interior. Gravado em uma fazenda localizada na Quarta Colônia da Imigração Italiana do Rio Grande do Sul, dentro de um grande galpão de pedras que se transformou em palco para as canções que retratam um Rio Grande do Sul dialogando com o mundo. Com direção musical de Duca Leindecker e direção-geral de Rene Goya, o DVD foi produzido pela Estação filmes e conta ainda com um documentário de 40 minutos, que conta com roteiro de Shana e Goya, onde se apresenta a trajetória da cantora no tradicionalismo gaúcho e o quanto essas vivências interferiram em suas atividades profissionais de hoje.
No repertório do DVD canções de Fausto Prado, Antonio Villeroy, Érlon Péricles, Zelito, regravações, como Piazito Carreteiro, de Luiz Menezes, Um vistoso na tropa, de Luiz Marenco e Gujo Teixeira e flor de Ir embora, da carioca Fátima Guedes, transformado em chamamé. Nos extras, as participações especiais de Zelito, dos colegas de Buenas e M'espalho, Luiz Carlos Borges e o clipe da música "El Alma Vuela", que integrou a trilha sonora da novela Sete Vidas, da Rede Globo.

## Discografia

### Solo
- 2004: Gaúcha — USA Discos
- 2006: Firmando o Passo — USA Discos
- 2010: Brinco de Princesa — GM/2 Música
- 2016: Canto de Interior — GM/2 Música

### Com o Buenas e M'espalho
- 2008: Buenas e M'espalho — Studio Master
- 2012: #Buenas — Studio Master

## Prêmios e indicações

### Prêmio Açorianos
| Ano  | Categoria                     | Indicação          | Resultado | Ref.  |
| ---- | ----------------------------- | ------------------ | --------- | ----- |
| 2006 | Disco de Música Regional      | Firmando o Passo   | Indicado  | [ 2 ] |
| 2008 | Intérprete de Música Regional | Shana Müller       | Indicado  | [ 3 ] |
| 2010 | Intérprete de Música Regional | Shana Müller       | Venceu    | [ 4 ] |
| 2010 | Disco de Música Regional      | Brinco de Princesa | Venceu    | [ 4 ] |
| 2017 | Intérprete de Música Regional | Shana Müller       | Venceu    | [ 5 ] |
| 2017 | Disco de Música Regional      | Canto de Interior  | Indicado  |       |
| 2017 | DVD do Ano                    | Canto de Interior  | Indicado  | [ 6 ] |